# Malingas Grande
Malingas Grande es un caserío peruano ubicado en el distrito de Tambogrande, perteneciente a la provincia y departamento de Piura, al norte del Perú. 

## Ubicación
Malingas Grande se ubica al noreste de la provincia de Piura, en el distrito de Tambogrande, en el departamento de Piura.

## Demografía
En 2017 Malingas Grande tenía una población de 313 habitantes.